# Autoritratto per il sesto anniversario di matrimonio
L'Autoritratto per il sesto anniversario di matrimonio (in tedesco: Selbstbildnis am 6. Hochzeitstag) è un dipinto della pittrice tedesca Paula Modersohn-Becker, una delle prime artiste importanti dell'espressionismo, risalente al suo soggiorno a Parigi nel 1906. Questo dipinto venne realizzato con la tecnica dell'olio e della tempera su cartone.

## Storia
Paula Modersohn-Becker si era trasferita da Worpswede, vicino Brema, nel febbraio del 1906. La pittrice aveva deciso di lasciare suo marito e Worpswede per sempre e di dedicarsi interamente all'arte. L'Autoritratto nel sesto anniversario di matrimonio venne dipinto a Parigi in primavera. Nel 1908, un anno dopo la scomparsa di Paula Modersohn-Becker, il dipinto era di proprietà di sua madre. Nel 1916 era in possesso di sua figlia Tille Modersohn e venne prestato a Bernhard Hoetger a Worpswede. Nel 1927, venne donato da Ludwig Roselius alla Paula Becker-Modersohn-Haus di Brema, in Germania. Venne acquistato nel 1988 e oggi si trova nel museo Paula Modersohn-Becker bremese.

## Descrizione
Questo autoritratto di tre quarti raffigura Paula dalle ginocchia in su, mentre gira la testa verso destra, nella direzione dello spettatore, che guarda con uno sguardo curioso. Ella indossa un panno bianco avvolto attorno ai fianchi, mentre la parte superiore del corpo è completamente nuda eccetto per una collana di perle d'ambra. Le sue mani accarezzano il ventre gonfio, incorniciandolo. Lo sfondo è una parete astratta color verde chiaro disseminata di puntini verdi.
Quando Paula Modersohn-Becker dipinse questo autoritratto non era incinta, come si suppone si sia ritratta nel quadro, secondo un'interpretazione resa celebre nel 1961 da Carl Georg Heise. Questa scelta esprimerebbe il suo desiderio di diventare una madre e, secondo Christa Murken Altrogge, l'artista vorrebbe rappresentarsi mentre porta dentro di sé "sia il frutto che è un bambino, che il frutto che è l'arte". In questo autoritratto non sono presenti degli oggetti simbolici come in quelli realizzati da Paula in precedenza.
Pur non essendo esattamente il primo, essendo preceduto da degli autoritratti presunti di Artemisia Gentileschi e di Jacqueline Marval, questo è uno dei primi autoritratti di nudo realizzati da un'artista di sesso femminile. Durante l'estate del 1906, a Parigi, Paula Modersohn-Becker dipinse un altro autoritratto di nudo, oggi nel museo d'arte di Basilea, in Svizzera. Da quanto si sa, questi nudi non furono mai mostrati al pubblico quando l'artista era in vita, ma divennero noti dopo la sua morte nel novembre del 1907.